# Boerenkaas

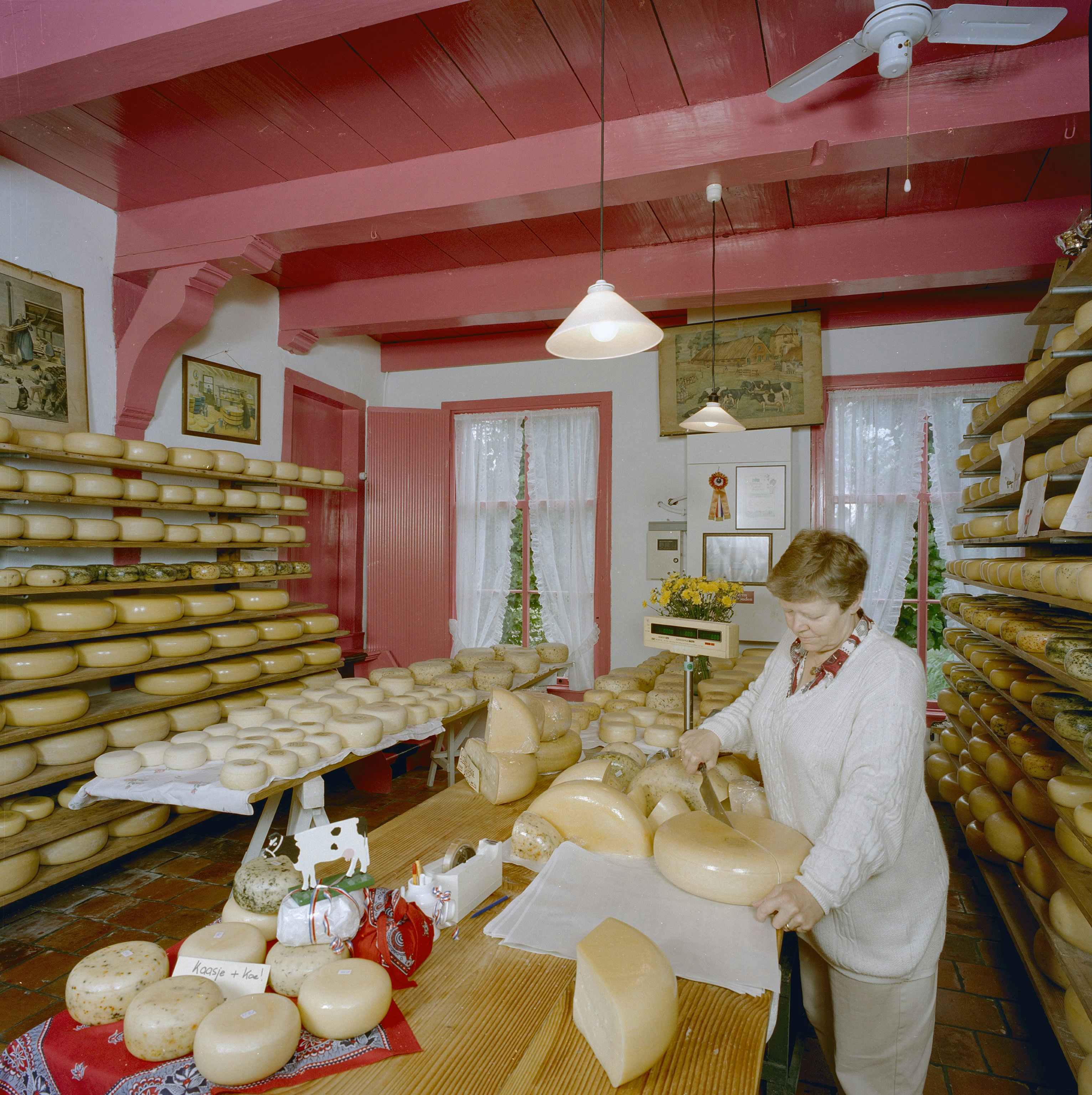
Boerenkaas op kaasboerderij te Vlist (1995)

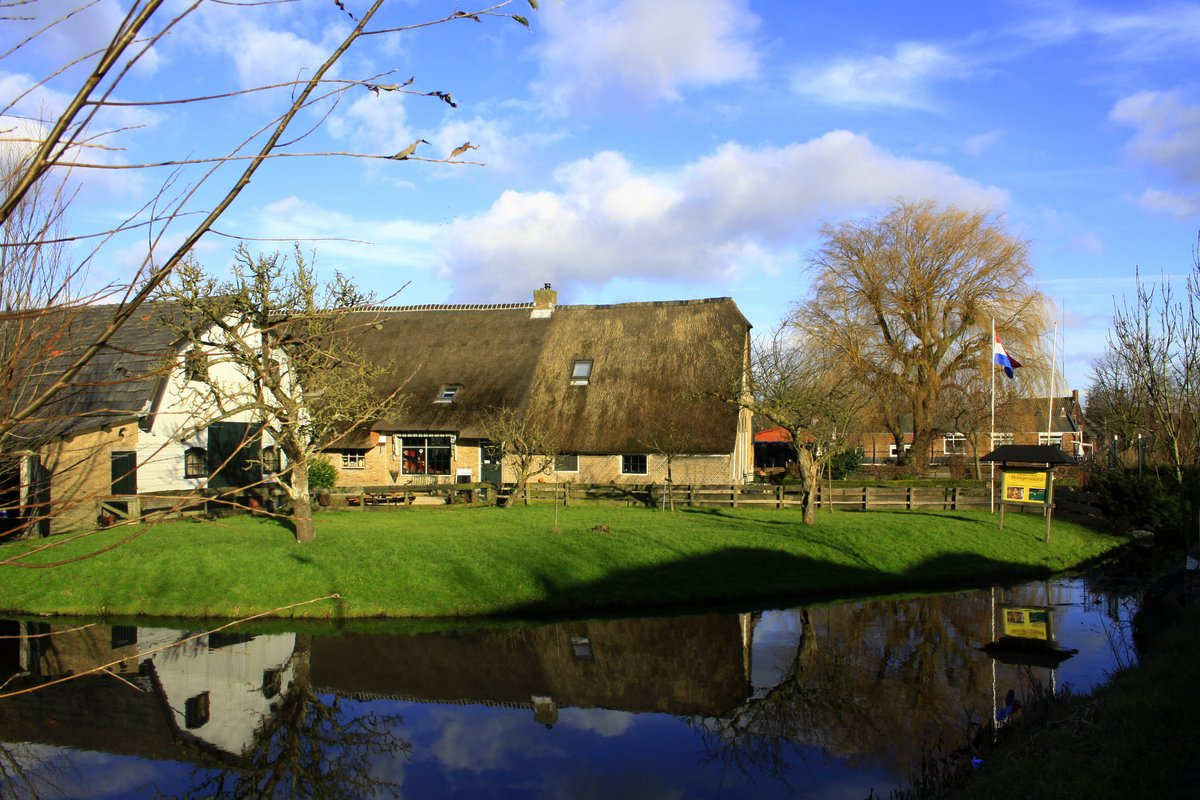
Kaasboerderij in Ouderkerk aan den IJssel

Boerenkaas is Nederlandse kaas die grotendeels met de hand is gemaakt van rauwe melk. De benaming is sinds 2007 door de Europese Unie beschermd als gegarandeerde traditionele specialiteit. Alleen Nederlandse kaas die volgens traditionele en gecontroleerde bereidingswijze op een kaasboerderij bereid is, mag als boerenkaas worden verkocht.

## Boerenkaas en fabriekskaas
Het belangrijkste verschil tussen de boerenkaas en fabriekskaas is de grondstof, de melk. Op de boerderij gaat men uit van rauwe melk, die rechtstreeks van de koe verwerkt wordt tot kaas; gekoelde melk van de avond tevoren of nog warme melk van dezelfde ochtend. Daarentegen wordt bij fabriekskaas de melk eerst gepasteuriseerd, dat wil zeggen vijftien seconden lang verhit tot een temperatuur van circa 72 °C. Bij het pasteuriseren wordt een aantal bacteriesoorten gedood die bij rauwe melk wel aanwezig zijn en boerenkaas een complexere en karakteristieke smaak geven.
Een tweede verschil is dat men in de kaasfabriek uitgaat van gestandaardiseerde melk. Dat is melk afkomstig van vele verschillende melkveehouderijen die in een fabriek op een bepaald vetgehalte wordt gebracht. Daarentegen moet bij boerenkaas minimaal de helft van de gebruikte melk van één enkele boerderij komen en mag dit worden aangevuld met melk van ten hoogste twee andere boerderijen. Hierdoor bepalen de specifieke koeien en het specifieke grasland (de bodem, de grassen en de kruiden) van de boerderij samen met het klimaat de smaak van de boerenkaas, die daardoor kan verschillen van boerderij tot boerderij en van seizoen tot seizoen. Deze bedrijfs- en streekgebonden smaak wordt terroir genoemd. De gebruikte melk voor boerenkaas heeft daarom  nooit een vast vetgehalte, zoals bij gestandaardiseerde melk het geval is.
Een derde verschil is dat op de boerderij de kaas grotendeels met de hand wordt gemaakt. Het productieproces gebeurt volledig op de kaasboerderij. Na de productie moet de kaas kortere of langere tijd rijpen. Omdat hierbij de omstandigheden (temperatuur, vochtigheid, hygiëne) goed beheerst moeten worden, wordt er doorgaans niet op de boerderij gerijpt maar in gespecialiseerde kaaspakhuizen. 

## Vervaardigen van boerenkaas
Het vervaardigen van de kaas gebeurt vrijwel altijd door de agrarisch ondernemers zelf. Er zijn daarvoor op de boerderij aparte bedrijfsruimten met moderne hulpmiddelen. Terwijl in vroegere tijden alles met handkracht moest worden bewogen, is er nu elektrische aandrijving. Bijvoorbeeld voor de snijmessen, om de wei te scheiden van de wrongel en andere handelingen. Ondanks deze hulpmiddelen is het werk nog grotendeels handwerk waarvoor veel ervaring nodig is. De benodigde kennis gaat vaak van ouder op kind over, met een eigen familierecept. Hygiëne speelt daarbij een grote rol. Gebrek daaraan leidt tot ketens van kleine tot soms zelfs flinke gaten in de kaas, veroorzaakt door de gassen die geproduceerd worden door vreemde bacteriën.

## Productieproces
De ongepasteuriseerde melk wordt verwarmd tot 29 graden Celsius. Dan gaat er eerst zuursel bij om de melk aan te zuren en daarna stremsel om haar te laten stremmen. Als de melk gestremd is na ongeveer een half uur wordt de wrongel fijngesneden (stukjes ter grootte van flinke erwten). Nu wordt er een deel van het vrijgekomen vocht, de wei, afgeschept. Er gaat heet water bij, bij koeienmelk twee keer, waarbij de wrongel eerst tot 33 en een kwartier later tot 36 graden wordt opgewarmd. Bij geitenmelk en Baby-Goudse wordt meestal in een keer naar 36 graden opgewarmd. Na een half uur heel langzaam roeren van de wrongel wordt deze na een kwartiertje narijpen in rust in kaasvormen gedaan en goed aangeduwd. Daarna laat men de nog zeer jonge kaas in de vorm, maar omgekeerd en rustend op het deksel (de volger) een poosje uitlekken. Dan wordt de kaas uit de vorm gehaald en ondersteboven er weer in gedaan en voorzien van een kaasmerk. Daarna gaat de kaas in de pers. Eerst met half gewicht en na enkele uren wordt hij weer gekeerd en zwaarder geperst. De kaas wordt uit de pers gehaald, nogmaals gekeerd en meestal 10 tot 12 uur na het begin van het kaasmaken, soms echter pas de volgende ochtend, uit de vorm genomen en in een pekelbad gelegd, vaak bestrooid met wat zout om uitdroging te voorkomen. Afhankelijk van het gewicht van de kaas 1 tot 6 dagen. Ook tijdens het pekelen wordt de kaas af en toe gekeerd. Tot slot gaat hij de rijpingsruimte van boerderij in, en wordt in de eerste week dagelijks gekeerd, later minder vaak. De klimaatbeheersing in deze ruimte is handmatig geregeld en is afhankelijk van natuurlijke atmosfeer. De kaas krijgt een beschermlaag om schimmel te voorkomen, ook wel kaascoating genoemd. Na een week of zes is de kaas goed, zij het jong. Oudere kaas zoals jong belegen, belegen, extra belegen, oud, overjarig of brokkelkaas wordt langer afgerijpt en regelmatig gekeerd. 

## Keuring
Jaarlijks vindt een keuring plaats van boerenkazen uit heel Nederland. De zuivel wordt door deskundige keurmeesters beoordeeld op onder andere vorm, structuur, stevigheid, geur, smaak en verdeling van de gaatjes in de kaas.

## Kaasboerin
In Gouda staat een standbeeld van een kaasboerin op een plein achter De Waag. Deze boerin in brons staat stevig in haar klompen en houdt een Goudse kaas tegen haar schort geklemd. Met dit beeld van de beeldhouwster Ineke van Dijk, wordt eer betoond aan de vrouwen in West-Nederland die al eeuwenlang een rol in de kaasbereiding vervullen.